# Greenville (Iowa)
Greenville és una població dels Estats Units a l'estat d'Iowa. Segons el cens del 2000 tenia 93 habitants.

## Demografia
Segons el cens del 2000, Greenville tenia 93 habitants, 34 habitatges, i 24 famílies. La densitat de població era de 199,5 habitants/km².
Dels 34 habitatges en un 38,2% hi vivien nens de menys de 18 anys, en un 70,6% hi vivien parelles casades, en un 2,9% dones solteres, i en un 26,5% no eren unitats familiars. En el 23,5% dels habitatges hi vivien persones soles l'11,8% de les quals corresponia a persones de 65 anys o més que vivien soles. El nombre mitjà de persones vivint en cada habitatge era de 2,74 i el nombre mitjà de persones que vivien en cada família era de 3,2.
Per edats la població es repartia de la següent manera: un 31,2% tenia menys de 18 anys, un 5,4% entre 18 i 24, un 26,9% entre 25 i 44, un 26,9% de 45 a 60 i un 9,7% 65 anys o més.
L'edat mediana era de 38 anys. Per cada 100 dones de 18 o més anys hi havia 93,9 homes.
La renda mediana per habitatge era de 29.531 $ i la renda mediana per família de 37.500 $. Els homes tenien una renda mediana de 34.063 $ mentre que les dones 21.250 $. La renda per capita de la població era de 22.217 $. Entorn del 18,8% de les famílies i el 19,2% de la població estaven per davall del llindar de pobresa.

## Poblacions més properes
El següent diagrama mostra les poblacions més properes.